# Jade Empire
Jade Empire (укр. Нефритова імперія) — це рольовий бойовик розроблений BioWare під видавництвом Microsoft Game Studios у 2005 році як ексклюзив для консолі Xbox. Пізніше у 2007 році гру було портовано на Microsoft Windows з поліпшеною 2K-графікою. В подальшому портування на macOS (2008) і мобільні платформи (2016) здійснювалося студіями Findev і Aspyr відповідно. Події сюжету відбуваються у світі, натхненному китайською міфологією — гравці беруть на себе роль останнього вцілілого духовного монаха у спробі врятувати свого наставника та боротьби з армією корумпованого імператора Сунь Хая. Сюжет представляє собою лінійну розповідь з виконанням квестів та бойових сутичок, завдяки розгалудженому дереву діалогів, заснованих на системі моралі, гравець може різними способами впливати як на перебіг сюжету, так і на прогрес гри.
Розробка Jade Empire почалася в 2001 році, проєкт був давньою мрією співзасновників компанії Рея Музики та Грега Зещука, які виступили виконавчими продюсерами гри. Jade Empire стала першою грою студії BioWare, заснованою на оригінальній ІВ і хоча тут повторно використовувалися ряд механік з попередніх студійних проєктів, зокрема система моралі з Star Wars: Knights of the Old Republic, але були представлені і нововведення, наприклад, бої в реальному часі. Багато ключових елементів гри, як-от бойові стилі, спеціально створена штучна мова і музична партитура Джека Волла, натхненні китайською історією, культурою та фольклором. Jade Empire отримала загалом позитивні відгуки від критиків, але показала фінансові результати набагато нижче очікувань. У 2007 році вийшла ПК-версія, яка стала основою для майбутніх портів і отримала позитивні відгуки від професійних видань і ігрової спільноти.

## Ігровий процес

Ігровий інтерфейс під час сутички: на екрані життєві показники персонажа та доступні здібності

Jade Empire — це рольовий бойовик з видом від третьої особи, де гравці беруть під свій контроль персонажа, якого у грі називають «Духовний монах» (англ. Spirit Monk). На початку гри, гравцю доступно шість попередньо встановлених архетипів для протагоніста із різними статистичними даними і стилями бою. Є можливість вибрати з трьох чоловічих і трьох жіночих персонажів, також четвертий чоловічий персонаж став доступний у пізніших версіях. Дослідження світу здійснюється в основному на лінійних або хабових локаціях, де квести можуть прийматися від неігрових персонажів. Виконання квестів дає винагороду у вигляді очок досвіду, внутрішньоігрової валюти та інколи бойових прийомів. На додаток до стандартного ігрового процесу, гравці можуть брати участь у міні-грі на основі Shoot 'em up-механіки, заробляючи предмети та додатковий досвід.
Битви відбувається в режимі реального часу, коли протагоніст разом з обраним гравцем компаньйоном борються з ворогами окремо або групами. Типи ворогів варіюються від звичайних людей до монстрів і духів, кожний зі своїми сильними і слабкими сторонами. Доступні гравцю прийоми поділяються на звичайні; важкі атаки, виконання яких займає більше часу, але завдає більшої шкоди; і атаки по площі, які пошкоджують одразу кількох противників. Головний герой має доступ до різних бойових технік, які варіюються від суто атакувальних до технік лікування та бафів. Деякі стилі бою є рукопашними, тоді як інші прив'язані до типу зброї.
Діалогові вибори засновані на моральних тезисах, які у грі називаються «Відкрита долоня» та «Стиснутий кулак». Жоден із шляхів не ґрунтується на добрі чи злі, замість цього вони опираються на наміри персонажа. «Відкрита долоня» насамперед орієнтується на альтруїзм, тоді як «Стиснутий кулак» пропагує самовпевненість і, отже, може бути більш агресивним шляхом. Вибір варіантів діалогу на основі цих тезисів, змінює те, як інші персонажі реагують на протагоніста, включно з можливістю завести романтичні стосунки з членами групи, причому основний вибір під час останньої частини гри впливає на фінал.

## Розробка
Jade Empire була розроблена BioWare вже після здобуття ними комерційного успіху з Baldur's Gate, Neverwinter Nights і Star Wars: Knights of the Old Republic — рольовими іграми на основі чужої ІВ. Гра, розробка якої почалася в травні 2001 року, була першою оригінальною ІВ компанії. Концепція Jade Empire була в головах засновників компанії Рея Музики та Грега Зещука, ще від заснування BioWare. Цей проєкт між собою вони називали «проєкт мрії», де метою було здійснити фантазії гравця стати могутнім майстром бойових мистецтв. Оригінал був розроблений та випущений як ексклюзив для консолі Xbox. Пізніше Зещук говорив, що їм слід було затримати реліз та випускати її вже для наступного покоління консолей Xbox 360.

### Дизайн
Арт-директор Метью Голдман черпав натхнення з багатьох епох історії Китаю, створюючи різні аспекти світу, зосереджуючись на династіях Хань і Мін. Локації були створені за зразком ландшафтного мистецтва часів династії Сун, а колірна палітра — із унікального мистецтва зелених відтінків династії Тан. Для створення артефактів стародавньої цивілізації, Голдман черпав натхнення з бронзових артефактів династій Шан і Чжоу. Дикі території були безпосередньо натхненні регіоном Хуаншань. Різні регіони гри були розроблені, щоб відобразити різні соціальні класи, присутні в Нефритовій імперії. Окрім китайських джерел, Голдман черпав стилістичні елементи для одягу і декорацій з Японії, Таїланду, Тибету, Кхмерської імперії та деяких областей Південної та Західної Азії. Монстри, хоча і черпають натхнення з коротких описів в азійській літературі, однак є переважно оригінальними творіннями для світу гри. Говорячи про свій досвід роботи з грою через роки, Голдман описав «приємні спогади» про канадську команду розробників, яка працювала над створенням азійської епопеї.
Створення нової бойової системи було одним із найбільших викликів при розробці ігрових систем. Замість D&D системи і покрокових боїв з їх попередніх ігор, команда хотіла, щоб бої в Jade Empire проходили в реальному часі. Бойові мистецтва у грі були засновані на різних стилях реального життя, включаючи карате, айкідо та капоейро. Впровадження нової бойової системи вимагало створення ряду алгоритмів для ведення бою без попередньо запрограмованої бойової анімації. Ключовим елементом дизайну було непомітне керування статистикою персонажів, щоб не заважати досвіду гравця. Міні-гра Dragonfly була розроблена асистентом продюсера Шелдоном Картером. Картер створив її на основі класичних аркадних шутерів із видом зверху, таких як Xevious і 1942.
Вже маючи досвід розробки Knights of the Old Republic, команда створила Jade Empire на новому графічному рушії. Інтерфейс користувача, системи карт і журналів були вдосконалені на основі тих, що використовувалися в Knights of the Old Republic, щоб сприяти комфорту гравців. Ця гра також стала першою грою BioWare, яка використовувала захоплення руху для всіх людських елементів, на відміну від всіх попередніх робіт студії, зроблених на основі мальованої анаміції.

### Сценарій
Команда вирішила не розгортати гру в історичному Китаї, бажаючи свободи включати елементи фентезі та зупинившись на концепції створення ігрового світу на основі китайської міфології. За словами провідних сценаристів Люка Крістіансона та Майка Лейдлоу, вони намагалися створити світ, який відчувався живим та де співіснували різні місцеві жителі та соціальні норми. Як і в попередніх рольових іграх BioWare, основна увага була зосереджена на розповіді історії, але додавання багатьох дрібних деталей значно розширювали лор, дозволяючи гравцям досліджувати історію у зручному для себе темпі. Система моралі була модифікованою та удосконаленою версією тієї, що використовувалася в Knights of the Old Republic, а система діалогів була перенесена без змін.
Натхненням для створення сюжету гри були класичні китайські романи «Річкове прибережжя», «Трицарство», «Подорож на Захід», «Повісті про дивне з кабінету Ляо» та новіші літературні твори. Вони також черпали натхнення у фільмах «Уся» та самурайських «Сім самураїв», «Тигр підкрадається, дракон ховається», «Герой» та інші. Незважаючи на те, що більша частина сценарію написана англійською, багато персонажів у грі розмовляють штучною мовою, що складається з 2500 слів в азійському стилі і перекладена для гравців за допомогою англійських субтитрів. Подібно до розробки ельфійських мов у «Володарі перснів», штучну мову тут було розроблено, щоб додати індивідуальності, реалізму та занурення у вигаданий світ Нефритової імперії. Команда вирішила не використовувати реальні азійські мови, оскільки Jade Empire розгорталася у фантастичному світі, а штучна мова використовувалася, щоб додати гравцям певної екзотики. Щоб створити мову «Tho Fan», BioWare зв'язалися з лінгвістичним факультетом Альбертського Університету. Одним із тих, хто їм відповів, був Вольф Віклі — тоді студент університету зі ступенем магістра психолінгвістики та кандидат на ступінь доктора філософії з фонології. Під час розмови з BioWare Віклі, фанат японського аніме та відеоігор, вільно сказав кілька речень на вигаданих мовах з різних фільмів і телешоу, що вразило персонал BioWare і принесло йому роботу.

### Музика і звук
Музичну партитуру до Jade Empire написав Джек Волл, який раніше працював над Myst III: Exile та її продовженням. Волл працював над грою з січня 2004 року по лютий 2005 року, починаючи з самих ранніх етапів її розробки. За планом, музика гри мала бути загалом азійською, включаючи традиційні китайські та японські ударні та духові інструменти.
Кожна репліка діалогу в грі, як англійською, так і штучною мовою, була повністю озвучена. Зещук і Мартенс підрахували в різних інтерв'ю, що записаний сценарій складався з понад 320 тисяч слів. Одним із відомих учасників акторського складу був Нейтан Філліон, чия роль Гао Меншого була однією з його перших акторських робіт у відеоіграх. За його словами, виданий йому сценарій був написаний у стилі, який він порівнював із ламаною англійською. Після спілкування з іншими акторами проєкту, він зрозумів, що звукорежисери спеціально переписали сценарій англійською транскрипцією для зручності акторів. Хоча у 2017 році він заявив, що хотів би переробити ці рядки, щоб їх було легше зрозуміти. Іншим помітним актором був британський актор Джон Кліз, який озвучив сера Родеріка Понсе фон Фонтлботтома. Кліз залучився до проєкту через те, що він і його агент саме перебували в Канаді під час запису голосів. Кліз записав усі репліки персонажа протягом одного дня.

## Реліз
Перші згадки про Jade Empire з'явилися в 2002 році, коли BioWare оголосили про подальше партнерство з Microsoft Game Studios після Knights of the Old Republic, гра була офіційно анонсована у вересні 2003 року, а подальша інформація була оприлюднена на Tokyo Game Show 2003. Спочатку вихід гри планувався на березень 2005 року, але його перенесли на квітень того ж року. Разом із стандартним виданням було випущено «Лімітоване видання», яке включало додаткового ігрового персонажа з унікальними бойовими здібностями, а також DVD-диски з детальним описом виробництва кількох ігор для Xbox, включно з Jade Empire. Гра вийшла 12 квітня 2005 року, за два дні до запланованої дати випуску. Пізніше, 22 квітня, Jade Empire вийшла в Європі та 30 червня в Австралії. В Японії гра була випущена 16 червня під назвою Jade Empire: Hisui no Teikoku.

### Jade Empire: Special Edition
Розробка версії для Microsoft Windows розпочалася через попит з боку численної спільноти ПК-користувачів. Під час розробки порту BioWare оновили сотні різних текстур вручну, додали нові стилі бою, ворогів і сьомого персонажа, раніше доступного в лімітованому виданні версії для Xbox, удосконаливши ШІ ворогів і компаньйонів. Спочатку команда звернулася за видавництвом до Microsoft Game Studio, проте Microsoft у ту пору були зосереджені на розробці ексклюзивів для Windows Vista, що суперечило бажанням BioWare зробити гру доступною для широкої аудиторії. З цієї причини команда розробили ПК-версію своєї гри самостійно та звернулися до іншого видавця.
Версія для Microsoft Windows була вперше анонсована на виставці E3 2006 року. На відміну від Xbox, ПК-версія мала текстури у 2K якості. Гра пішла на золото в лютому 2007 року, незадовго до її випуску в Північній Америці 27 лютого 2007 року. В Європі та Австралії Jade Empire випустили 2 березня 2007 року. Цифрова версія була випущена у Steam і сьогодні вже неіснуючому онлайн-магазині BioWare 28 лютого 2007 року. Пізніше, 11 червня 2013 року, гра стала доступна в GOG. Порт для macOS був розроблений і опублікований TransGaming 18 серпня 2008 року. Порти для iOS і Android були розроблені та опубліковані Aspyr 6 жовтня та 15 листопада 2016 року відповідно.

## Оцінки і відгуки
| Агрегатор  | Оцінка                  |
| ---------- | ----------------------- |
| Metacritic | Xbox: 89/100 ПК: 81/100 |

| Видання               | Оцінка |
| --------------------- | ------ |
| Computer Gaming World | 9/10   |
| Eurogamer             | 8/10   |
| GameSpot              | 8.4/10 |
| GameSpy               | [ 44 ] |
| IGN                   | 9.9/10 |

За даними агрегатора оглядів Metacritic, Jade Empire отримала «загалом схвальні» відгуки на обох платформах.
Журнал Computer and Video Games високо оцінили гру, називаючи Jade Empire «вигадливою, доступною, приємною на вигляд і неймовірно захоплюючою». Роб Фейхі з Eurogamer високо оцінив естетику та реіграбельність, але зауважив, що деякі гравці негативно сприймуть відсутність глибини боївки та обмежені можливості налаштування. Грег Касавін з GameSpot в цілому залишився задоволеним грою, його єдиними зауваженнями були проблеми з балансом і коротка тривалість гри. Вілл Таттл з GameSpy хвалив всі аспекти Jade Empire, називаючи її «найкращою рольовою грою, з усіх випущених на Xbox». Девід Клейман з IGN звернув увагу на проблеми з камерою, які відволікали його під час бою. Відгуки про версію для Xbox були загалом позитивними, більшість похвал викликала графіка та сюжет. Хоча ігровий процес вважався солідним, його простоту часто критикували.
Сюзі Уоллес з Computer and Video Games вважає, що Special Edition вдалося перевершити оригінал на Xbox і стати якісною рольовою грою для ПК, незважаючи на застарілу графіку та проблеми зі своїм темпом. Роб Фейхі з Eurogamer, у своєму огляді порту для ПК, був розчарований відсутністю графічного полірування та технічних оновлень порівняно з консольним аналогом. Кевін ВанОрд з GameSpot зазначив, що версія для ПК мала помітні візуальні покращення порівняно з версією для Xbox. Аллену Раушу із GameSpy сподобалися сюжетна лінія та геймплей, але він звернув увагу на «зернисті» ролики гри та деякі технічні проблеми. Стів Баттс, в огляді для IGN вважав, що бої є занадто повторюваними, і зауважив брак нового контенту. Хоча настрої щодо сюжету та ігрового процесу залишалися незмінними у версії для ПК, люди відзначали, що оригінальні недоліки ігрового процесу були посилені елементами керування на ПК, а графіка виглядала застарілою за сучасними ігровими стандартами.